# Culture de Baden

Extension approximative de la culture de Baden et des cultures adjacentes vers -3000 (céramique cordée, amphores globulaires, Yamna.

La culture de Baden est une culture archéologique du Néolithique moyen, qui s’est développée en Europe centrale entre 3600 et 2800 av. J.-C. Elle est centrée sur la Hongrie, et s’étend du sud de la Pologne au nord de la Save en Croatie. Ce domaine inclut aussi la Tchéquie, la Slovaquie, l’Autriche et l'est de la Croatie et de la Slovénie. Des imports de céramique de Baden ont aussi été trouvés en Allemagne et en Suisse (Arbon-Bleiche III), où ils ont pu être datés par dendrochronologie.
Cette culture tire son nom de la ville de Baden, en Autriche, près de Vienne, où se trouve le site de Königshöhle (la grotte du roi). Elle a été ainsi dénommée par le préhistorien autrichien Oswald Menghin dans les années 1920. Elle est aussi connue sous le nom de groupe d’Ossarn, de culture de Pecel, et de culture de la céramique cannelée.

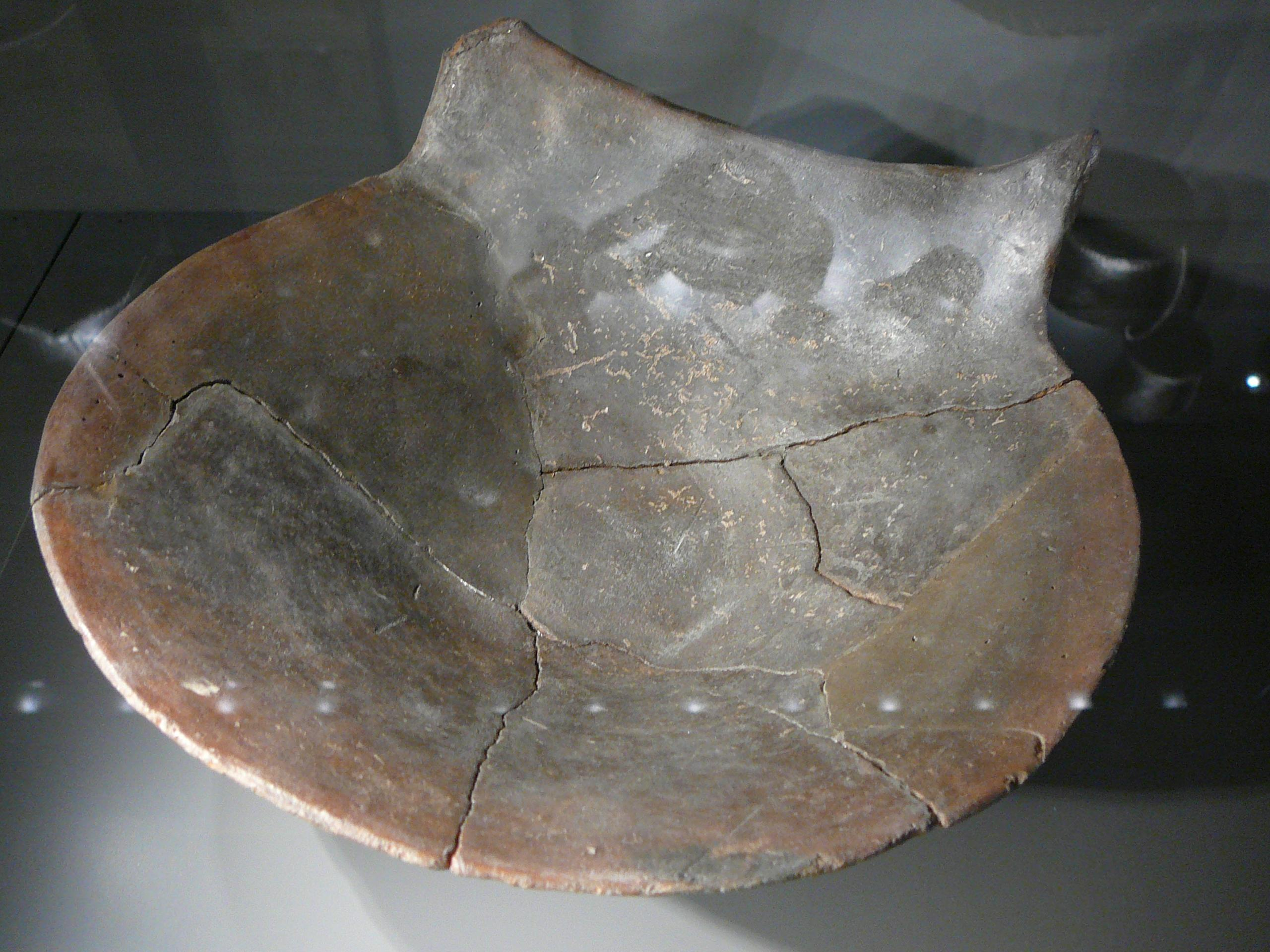
Bol en céramique.

## Chronologie

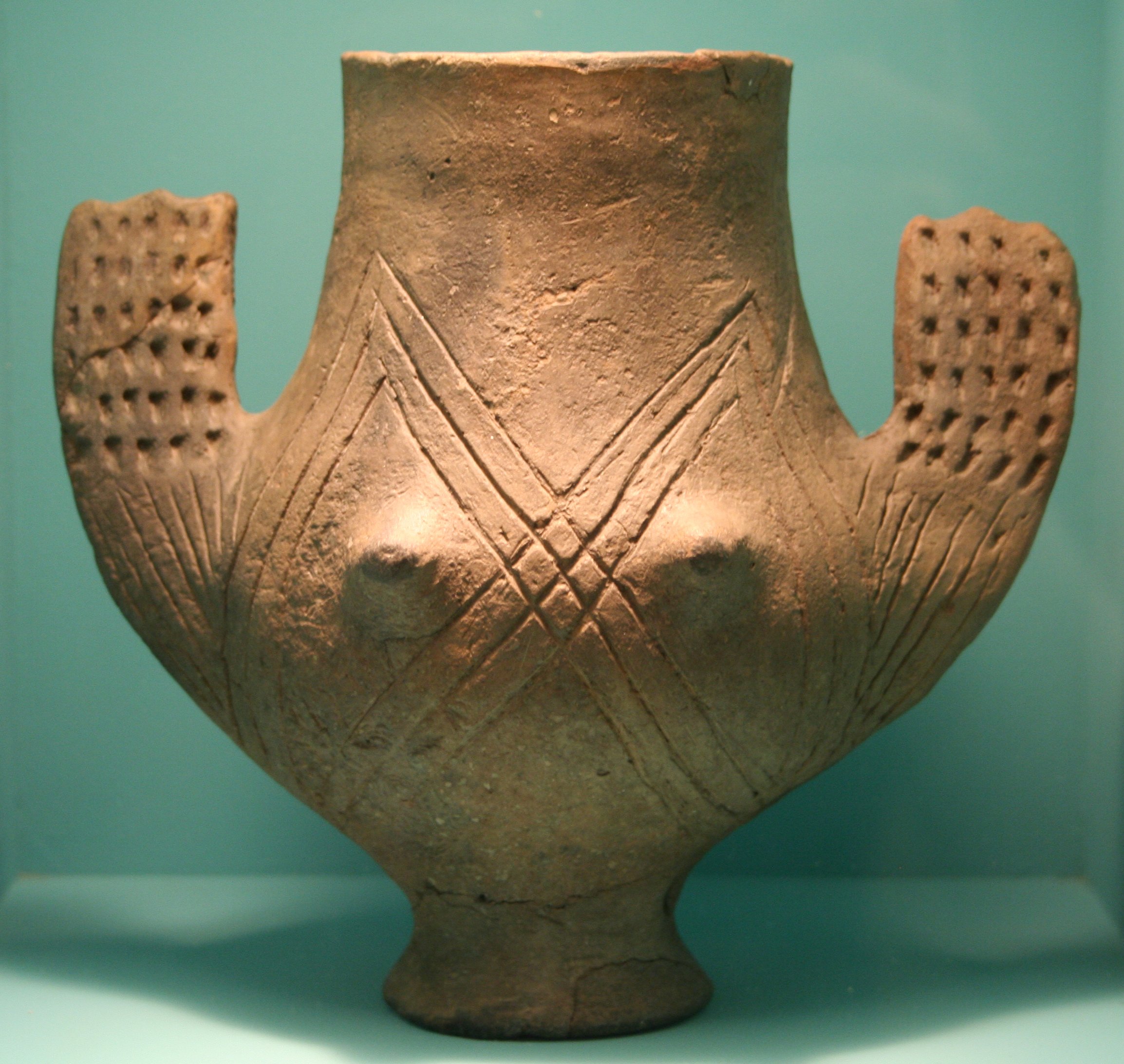
Céramique de la culture de Baden.

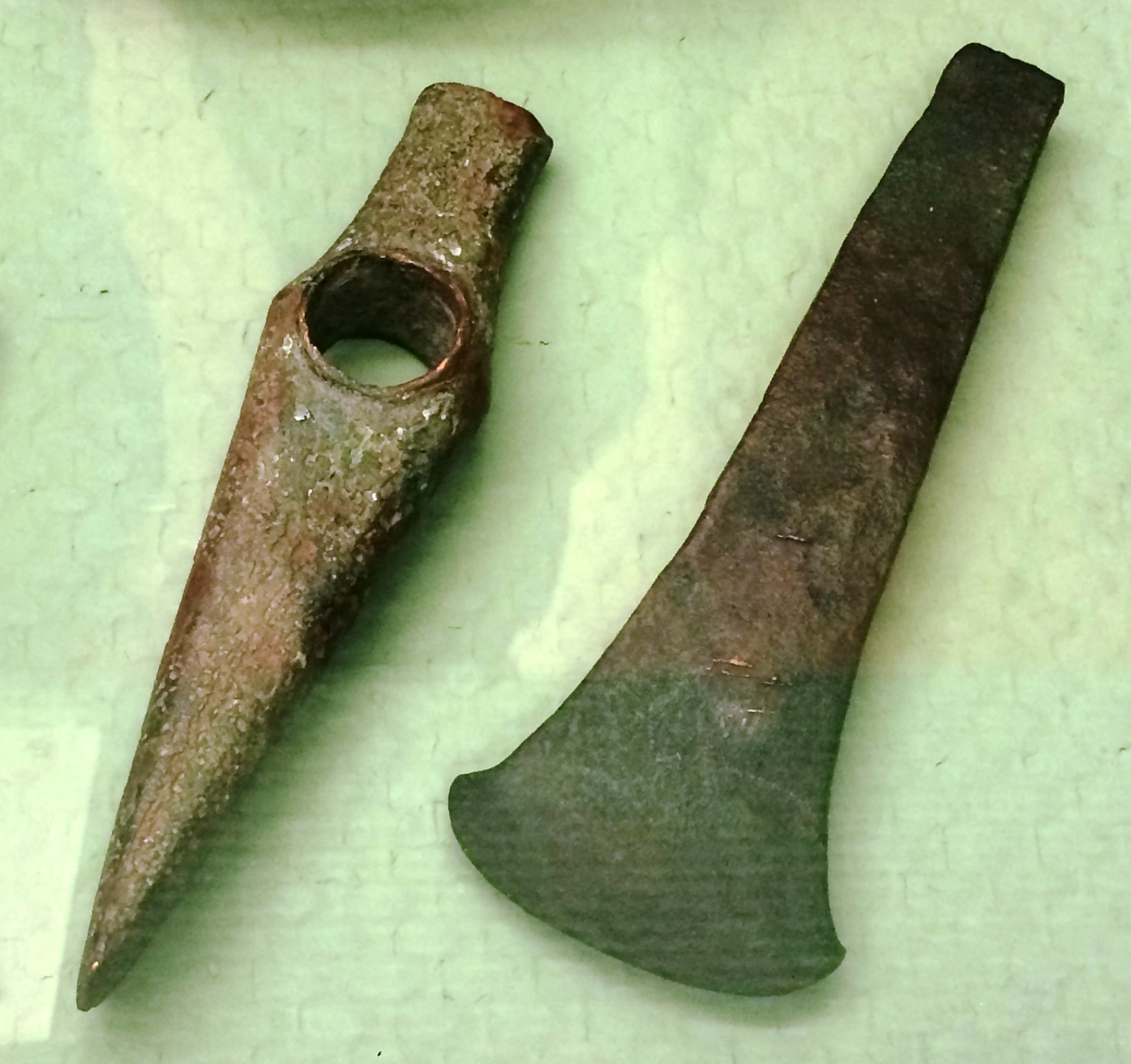
Travail du cuivre de la culture de Baden.

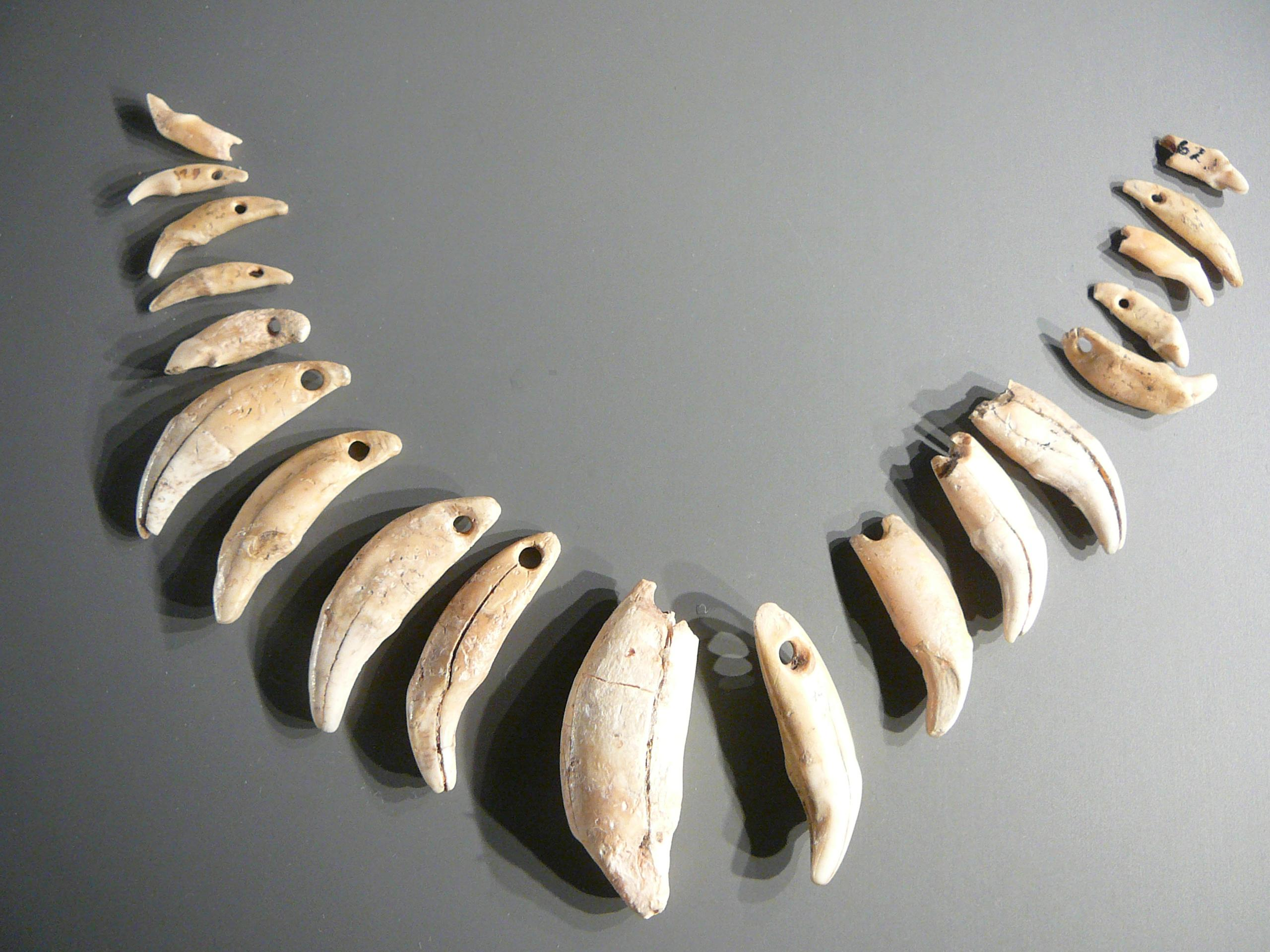
Objets décoratifs : collier de dents d'animaux.

La culture de Baden s’est développée à partir de la culture de Lengyel. Dans le nord, elle remplace graduellement la culture des vases à entonnoir et au sud la culture de Sopot. Němejcová-Pavuková propose une origine polygénétique, incluant des éléments de la culture d'Esero, dans l’est des Balkans, et de la culture de Cotofeni, dans l’ouest de la Roumanie.
La culture de Baden se subdivise en quatre phases principales : Balaton-Lasinja, Boleráz, Post-Boléraz et le Baden classique.
| Phase           | Sous-groupes                   | Date               | Sites                 |
| --------------- | ------------------------------ | ------------------ | --------------------- |
| Balaton-Lasinja | -                              | 3700 av. J.-C. cal | -                     |
| Boleráz         | -                              | 3500 av. J.-C.     | Pilismarot            |
| Ia              | Štúrovo                        | -                  | Letkès                |
| Ib              | Nitriansky Hrádok              | -                  | Lánycsok, Vysoki breh |
| Ic              | Zlkovce                        | -                  | Balatonboglár         |
| Post-Boleraz    |                                | -                  |                       |
| early           | Fonyod/Tekovský Hrádok         | -                  | -                     |
| late            | Červený Hrádok/Szeghalom-Dioér | -                  | -                     |
| Classical Baden |                                | 3400 av. J.-C.     | -                     |
| II, III         | older                          | -                  | Nevidzany, Viss       |
| IV              | younger                        | -                  | Uny, Chlaba, Ózd      |

Cette culture est suivie par la culture de Vučedol, qui se développe un peu plus au sud (3050 - 2450 av. J.-C.).

## Artéfacts
C’est de cette époque que datent les plus anciennes représentations de chars en Europe centrale. Cela concerne deux modèles en argile découverts dans des cimetières près de Budapest, à Budakalász (300 sépultures), et à Szigetszentmárton. Cependant, aucun char n’a encore été trouvé.
La céramique est marquée par la présence d’un nombre important de bols avec de grandes anses.
Le cuivre est utilisé pour fabriquer des bijoux.

## Mode de subsistance
L’agriculture est présente (blé, millet, orge, avoine…) tout comme l’élevage d’animaux domestiques (cochons, chèvres, moutons…) et la collecte de fruits sauvages et de noix.

## Sépultures
Les morts sont le plus souvent enterrés ou alors incinérés. Après incinération, les restes sont placés dans une urne anthropomorphique. Des bœufs ont aussi été enterrés.

## Habitat
Plus de mille sites de la culture de Baden sont connus. Les colonies sont souvent situées au sommet des collines. La plupart ne sont pas fortifiées. Ceux du nord sont en général plus grands et plus stables que ceux de Bosnie ou de Croatie.
Les grands bâtiments ressemblent toujours aux bâtiments longs du Néolithique ancien, mais le plan de base n'est pas allongé mais trapézoïdal. Bien que la nef ait été l'architecture dominante du Néolithique, des plans au sol en forme d'abside avec des constructions de poteaux ont été découverts à Sarvaš et à Vučedol. On pense que cette forme est originaire du sud-est. En outre, apparaissent en Moravie des colonies en plusieurs phases avec des vestiges de maisons en construction de blocs, dans lesquels de l'argile a été utilisée pour les murs. Des vestiges d'une maison ont été découverts à Pottenbrunn (Basse-Autriche).
Un célèbre site fortifié est celui qui se trouvait au sommet d’une colline à Vučedol, en Croatie, avec deux maisons entourées par une palissade en bois.

## Paléogénétique
Une étude génétique publiée en 2017 dans la revue Nature présente les analyses des restes de treize individus attribués à la culture de Baden. Sur les dix échantillons d'ADN-Y extraits, cinq appartenaient à divers sous-clades de l'haplogroupe G2a2, groupe dominant parmi les premiers agriculteurs qui migrèrent d'Anatolie vers l'Europe au début du Néolithique, et cinq appartenaient à I ou à divers sous-clades de celui-ci. L'ADNmt extrait comprenait des sous-clades de U, J, H, T2, HV et K,

## Déclin
La culture de Baden est remplacée par des porteurs de la culture Yamna qui se sont installés non seulement dans des zones plates de la haute vallée de la Tisza, connues pour leur environnement steppique (des centaines de monticules sont encore clairement visibles sur le terrain plat de cette région), mais également dans la région nord de la Slovaquie orientale. Selon Josef Bátora, les céramiques cordées du type Košice-Barca, avec la plus grande certitude, pourraient être reliées aux vagues de populations steppiques de la culture Yamna, pénétrant plus profondément dans la région des Carpates du nord. En raison de cette pression, probablement sur de vastes zones, en particulier dans les basses terres, la culture de Baden s'est effondrée et n'a survécu que sur des terrains montagneux et difficilement accessibles qui ont été occupés par des personnes venant des régions basses. Là, ils ont créé la première culture montagnarde de Slovaquie. Ceci est confirmé par tout un réseau d'établissements fortifiés du Baden tardif, situés sur des promontoires, des collines et des terrasses de travertin.